# Mindaugas Gatelis
Mindaugas Gatelis (* 8. April 1979 in Vilnius) ist ein litauischer Handballschiedsrichter.
Nach dem Abitur absolvierte er von 1997 bis 2001 das Bachelorstudium Sportpädagogik an der Vilniaus pedagoginis universitetas (VPU) und wurde Trainer sowie Sportlehrer. 
Gemeinsam mit seinem Partner Vaidas Mažeika ist Gatelis seit vielen Jahren bei allen großen internationalen Turnieren im Einsatz, darunter bei der Weltmeisterschaft der Männer 2009 in Kroatien, bei der Weltmeisterschaft 2015 in Katar, bei der Weltmeisterschaft 2017 in Frankreich, bei der Europameisterschaft 2018 in Kroatien, bei der Europameisterschaft 2020 in Norwegen, Österreich und Schweden, bei der Europameisterschaft 2022 in Ungarn und der Slowakei, bei der Weltmeisterschaft 2023 in Polen und Schweden sowie bei der Europameisterschaft 2024 in Deutschland.